# Tégafur
Le tégafur est un médicament utilisé pour la chimiothérapie et est un composé synthétique analogue des bases pyrimidiques. Il est utilisé dans le traitement du cancer colorectal métastasique en association avec de l'uracile pour éviter sa dégradation par des enzymes présentes dans les entérocytes afin de permettre une prise par voie orale. 
Il est métabolisé par l'organisme en 5-fluorouracile (5-FU), qui est la molécule active.